# مالوری مارتین (بازیکن فوتبال)
مالوری مارتین (انگلیسی: Malaury Martin؛ زادهٔ ۲۵ اوت ۱۹۸۸) بازیکن فوتبال اهل فرانسه است.
از باشگاه‌هایی که در آن بازی کرده‌است می‌توان به باشگاه فوتبال لوزان-اسپورت، باشگاه فوتبال بلکپول، باشگاه فوتبال نیم المپیک، باشگاه فوتبال میدلزبرو، باشگاه فوتبال لیلستروم، و باشگاه فوتبال موناکو اشاره کرد.
وی همچنین در تیم‌های ملی فوتبال زیر ۱۷ سال فرانسه، زیر ۱۸ سال فرانسه، زیر ۱۹ سال فرانسه، و زیر ۲۱ سال فرانسه بازی کرده‌است.